# Михаило Глика
Михаило Глика (грч. Μιχαὴλ Γλυκάς), византијски хроничар, теолог, математичар и астроном, рођен је у првој трећини 12. века на острву Крфу, живео је у Константинопољу, а умро почетком 13. века (до 1204. године).
Био је царски секретар византијског цара Манојла I Комнина, који га је дао делимично ослепити 1159. године, зато што је критиковао његове склоности ка астрологији.
Његово најпознатије дело је "Хроника Света" (грч. Βίβλος χρονική περιέχουσα την ιστορίαν της Βυζαντίδος), која захвата време до 1118. године. Хроника је прилично сажета и написана у популарном стилу, а у њој је много простора посвећено теолошким и научним питањима, при чему се Глика ослања на ранохришћанско дело анонимног аутора о физиологији, црквене писце, те Јована Скилицу, Јована Зонару, Михаила Псела и Константина Манаса. Међутим, дело је познато по томе што Глика у њему актуелизује традиционалну етнонимију (користи савремене називе народа), за разлику од већине његових савременика у Византији, који су били склони архаизмима.
Михаило Глика је такође аутор разних других теолошких расправа, промишљања и писама о теолошким питањима. Критиковао је античке филозофе (осим Аристотела), служио се више логиком а мање догматиком, покушавајући да буде уверљив, узимајући у обзир историјске и природне чињенице.

## Наводи
1. ↑  Encyclopaedia Britannica, Michael Glycas, http://www.britannica.com/EBchecked/topic/236007/Michael-Glycas